# Отбивные (фильм)
«Отбивные» (фр. Les côtelettes) — фильм режиссёра Бертрана Блие с участием Филиппа Нуаре и Мишеля Буке, снятый в 2003 году.

## Сюжет
В квартиру к богатому пожилому джентльмену (Нуаре) наведывается невзрачный старичок (Буке) и заявляет о своем намерении «заколебать» хозяина. От гостя оказывается не так просто отделаться. Вскоре выясняется, что у них общая домработница, к которой оба старика испытывают влечение. Вместе они путешествуют по своим воспоминаниям и грезам, выясняют отношения, шалят по-стариковски, а в результате увлекаются настолько, что имеют интимные отношения со смертью, которая предстает в образе брюзгливой старухи.
Бертран Блие снова использует в основе сюжета свой любимый романтический треугольник — двое мужчин и женщина — (Вальсирующие, Приготовьте носовые платки, Вечернее платье), выворачивая взаимоотношения полов, социальных и возрастных групп, высмеивая общественные устои и догмы. Эпатажу все возрасты покорны, словно говорит автор.

## В ролях
- Филипп Нуаре
- Мишель Буке
- Фарида Рахуадж
- Катрин Иежель

## Награды и номинации
- Фильм участвовал в конкурсной программе Каннского фестиваля в 2003 году, но наград не получил[1].